# Jasmine Martin
Pour les articles homonymes, voir Martin.
Jasmine Martin, née le 6 octobre 2000, est une judokate sud-africaine.

## Biographie
Jasmine Martin remporte la médaille d'or dans la catégorie des moins de 57 kg aux Jeux africains de 2023 à Accra.

Elle est médaillée d'or dans la catégorie des moins de 63 kg aux Championnats d'Afrique 2025 à Abidjan, s'imposant en finale contre la Marocaine Chaimae Taibi.

## Palmarès
| Année | Compétition            | Lieu       | Résultat | Catégorie      |
| ----- | ---------------------- | ---------- | -------- | -------------- |
| 2019  | Championnats d'Afrique | Le Cap     | 3e       | Moins de 63 kg |
| 2022  | Championnats d'Afrique | Oran       | 3e       | Moins de 57 kg |
| 2023  | Championnats d'Afrique | Casablanca | 3e       | Moins de 57 kg |
| 2024  | Jeux africains         | Accra      | 1re      | Moins de 57 kg |
| 2024  | Championnats d'Afrique | Le Caire   | 2e       | Moins de 57 kg |
| 2025  | Championnats d'Afrique | Abidjan    | 1re      | Moins de 63 kg |